# Fucellia apicalis
Fucellia apicalis är en tvåvingeart som beskrevs av Kertesz 1908. Fucellia apicalis ingår i släktet Fucellia och familjen blomsterflugor. Inga underarter finns listade i Catalogue of Life.